# 豪恩斯洛
豪恩斯洛（英語：Hounslow）是位於英國倫敦西部的一個地區，在行政區劃上屬於豪恩斯洛倫敦自治市。沃爾瑟姆斯托位於查令十字西南
10.6英里（17.1）處。豪恩斯洛境內有多個倫敦地鐵車站和火車站。